# 尹鋒吉
尹鋒吉（韓語：윤봉길，1983年11月7日—），韓國男演員。

## 演出作品

### 電視劇
- 2003年：SBS《天國的階梯》
- 2004年：SBS《走向暴風》
- 2006年：KBS《請用笑臉回望》
- 2006年：KBS《雪之女王》
- 2006年：KBS《跑為上策》
- 2008年：SBS《風之畫師》
- 2009年：KBS《男人的故事》
- 2010年：SBS《醫生冠軍》飾演 嚴東浩
- 2011年：MBC every1《Real School》
- 2011年：SBS《49天》飾演 車鎮永
- 2011年：SBS《女人的香氣》
- 2012年：SUPER ACTION《Holy Land》飾演 朴哲雄
- 2012年：KBS《新娘面具》飾演 阿部真士
- 2012年：MBC《馬醫》飾演 朴大望
- 2013年：KBS《Good Doctor》飾演 洪吉南
- 2014年：tvN《急診男女》飾演 喝醉酒的患者
- 2014年：KBS《Trot戀人》飾演 李有植
- 2014年：KBS《王的面孔》飾演 林永信
- 2015年：MBC《夜行書生》飾演 甲才
- 2016年：MBC《好運羅曼史》飾演 李賢彬
- 2017年：MBC《逆賊：偷百姓的盜賊》
- 2017年：MBC《Two Cops》飾演 斧頭
- 2018年：JTBC《Misty》飾演 教導官
- 2018年：MBC《壞爸爸》飾演 朴志勛
- 2019年：TV朝鮮《Babel》飾演 Ricky
- 2020年：tvN《哲仁王后》飾演 都薛里

### 電影
- 2006年：《多細胞少女》
- 2008年：《錯誤相遇》
- 2011年：《The Beast》
- 2012年：《車警官》
- 2013年：《非常珍貴的愛情》
- 2020年：《青年別墅殺人事件（朝鲜语：청춘빌라 살인사건）》飾演 東植
- 2021年：《通话惊魂》饰演 电话中心管理人员

## 外部連結
- NAVER （页面存档备份，存于）